# Edgewater (Chicago)
Pour les articles homonymes, voir Edgewater.

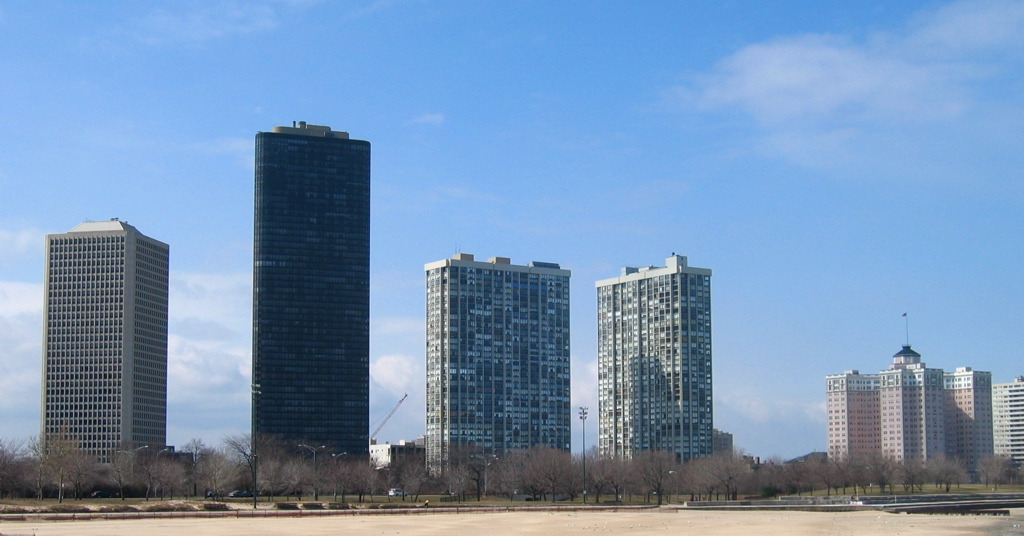
Immeubles à Edgewater

Situation d'Edgewater dans la ville de Chicago

Edgewater est l'un des 77 secteurs communautaires de la ville de Chicago aux États-Unis.
On y trouve des maisons d'une architecture impressionnante, datant du début du XXe siècle, accolées à des restaurants ou encore des magasins. Il donne facilement accès aux parcs et aux plages du lac Michigan, et notamment à l'Université Loyola. Enfin, Edgewater abrite Andersonville, le quartier lesbien de la ville et le célèbre Edgewater Beach Hotel (aujourd'hui reconverti en appartements).

## Histoire
Au XIXe siècle, un vendeur de tabac de Philadelphie nommé John Cochran visita la communauté de Edgewater et envisagea de transformer ce quartier afin qu'il devienne l'un des plus beaux quartiers du North Side de Chicago.
En 1885, il acheta 200 acres de terres près du Lac Canton, et procéda à la  division de celles-ci  pour son développement. Lakewood-Balmoral, était alors connu sous le nom de Cochran. De nombreuses maisons furent construites, de différents styles : gothique anglais, colonial, flamand... De nombreuses boutiques firent leur apparition, occasionnées par la prospérité du site et par l'apparition du chemin de fer.
En 1899, il publia une maison au bord du lac, une brochure décrivant les avantages de posséder une maison dans ce quartier.
Après la Seconde Guerre mondiale, le site connut le déclin. Les grandes propriétés furent divisées en petits lotissements, afin de pourvoir attirer une population plus hétéroclite.
En 1990, il fut promu au rang de quartier historique : le  Bryn Mawr Historic District.
Auparavant, il y vivait une importante communauté suédoise ; à partir des années 1970, des populations coréennes, libanaises et cubaines s'y sont installées. Aujourd'hui vivent des communautés originaires des pays de l'ex-Yougoslavie principalement  des Croates, des Bosniaques, des Serbes et des Slovènes. Il y a aussi des communautés originaires d'Afrique comme des Érythréens, des Somaliens et des Éthiopiens.